# Adnan Harmandić
Adnan Harmandić (Zenica, 28 de junio de 1983) es un exjugador de balonmano bosnio que juega de central en el RK Bosna Visoko. Es internacional con la Selección de balonmano de Bosnia y Herzegovina.

## Palmarés

### Izvidac
- Liga de balonmano de Bosnia y Herzegovina (2): 2004, 2005

### Bosna Sarajevo
- Liga de balonmano de Bosnia y Herzegovina (2): 2007, 2008
- Copa de balonmano de Bosnia y Herzegovina (1): 2008

### Gorenje Velenje
- Liga de balonmano de Eslovenia (1): 2009

## Clubes
- Čelik Zenica
- HRK Izviđač (2002-2006)
- RK Bosna Sarajevo (2006-2008)
- Gorenje Velenje (2008-2010)
- Bjerringbro-Silkeborg (2010-2011)
- HSG Wetzlar (2011-2015)
- Coburg 2000 (2015-2017)[2]
- RK Bosna Visoko (2017-2020)